# مخطط علم الفلك
يُقدم المخطط التالي نظرة عامة ودليلاً موضوعياً لعلم الفلك.
يدرس علم الفلك الكون خارج كوكب الأرض، بما في ذلك تكوينه وتطوره، وتطور الكيمياء والفيزياء وعلم الارصاد الجوية وحركة الاجرام السماوية (المجرات والكواكب وما إلى ذلك) بالإضافة إلى الظواهر التي تنشأ خارج الغلاف الجوي للأرض (مثل إشعاع الخلفية الكونية). يتقاطع علم الفلك مع علم الاحياء، مثل علم الاحياء الفلكي الذي يدرس احتمالية وجود الحياة في انحاء الكون.

## طبيعة علم الفلك
يُمكن وصف علم الفلك بانه كل ما يلي:
- تخصص أكاديمي: تخصص يحتوي على اقسام ومناهج ودرجات اكاديمية؛ الجمعيات الوطنية والدولية؛ والمجلات المتخصصة.
- مجال علمي (فرع من فروع العلوم) - فئة معترف بيها على نطاق واسع من الخبرة المتخصصة خلال العلوم وتجسيده.
  - علم الطبيعة - علم يَهدُف إلى توضيح القواعد التي تحكم العالم الطبيعي باستخدام الأساليب التجريبية والعلمية.
    - فرع أو مجال علم الفضاء.
- هواية أو السعي لبعض الوقت لإرضاء الفضول الشخصي أو تقديرًا للجمال، ويشمل الاخير التصوير الفلكي على وجه الخصوص.

## فروع علم الفلك
- علم الأحياء الفلكي - يدرس ظهور وتطور النظام البيولوجي في الكون.
- علم الفيزياء الفلكية - يتعامل مع فيزياء الكون، بما في ذلك الخصائص الفيزيائية للأجرام السماوية بالإضافة إلى تفاعلاتها وسلوكها.[1] من بين الأجسام التي تمت دراستها هي المجرات والنجوم والكواكب والكواكب خارج المجموعة الشمسية والوسط النجمي والخلفية الميكروية. تشمل الخصائص التي تمت دراستها اللمعان والكثافة ودرجة الحرارة والتركيب الكيميائي. تشمل فروع علم الفيزياء الكونية التالي:
  - نجم مضغوط - يدرس الفرع مادة شديدة الكثافة في الاقزام البيضاء والنجم النيوتروني وتأثيرهم على البيئات بما في ذلك التنامي.
  - علم الكونيات الفيزيائي - أصل الكون وتطوره. دراسة علم الكونيات الفيزيائي وهي الفيزياء الفلكية النظرية على نطاقها الأكبر.
  - علم الكونيات الكمي - دراسة الكونيات عن طريق استخدام نظرية الحقل الكمي لتفسير الظواهر التي لا يمكن للنظرية النسبية تفسيرها بسبب القيود في إطارها.
  - الفيزياء الفلكية الحسابية - دراسة الفيزياء الفلكية عن طريق الأساليب والأدوات الحاسوبية لتطوير النماذج الحسابية.
  - علم الفلك المجري - يتعامل الفرع مع بنية ومكونات مجرتنا والمجرات الأخرى.
  - علم فلك الطاقة العالية - يدرس الظواهر التي تحدث عند الطاقة العالية مثل النواة المجرية النشطة والمستعر الأعظم وانفجارات اشعة غاما، والكوازات (النجم الزائف) والانحنائات الصدمية.
  - الفيزياء الفلكية في الوسط النجمي - يدرس هذا الفرع الوسط النجمي والوسط بين المجرات والغبار.
  - علم الفلك خارج المجري - يدرس الأجرام (المجرات) خارج مجرتنا ويشمل دراسة تكوين المجرات وتطورها.
  - علم الفلك النجمي - يهتم بتكوين النجم والخواص الفيزيائية وعمر النسق الاساسي والتنوع والتطور والانقراض النجمي.
  - البلازما الفيزيائية الفلكية - يدرس خصائص البلازما في الفضاء الخارجي.
  - الفيزياء الفلكية النسبية - يدرس تأثيرات النظرية النسبية الخاصة والعامة في سياق الفيزياء الفلكية بما في ذلك موجات الجاذبية وعدسة الجاذبية والثقوب السوداء.
  - الفيزياء الشمسية - يدرس الشمس وتفاعلاتها مع باقي النظام الشمسي والفضاء بين النجوم.
- علم الكواكب - يدرس الكواكب والأقمار وانظمة الكواكب.
  - علم الغلاف الجوي - دراسة الغلاف الجوي والطقس.
  - علم الكواكب الخارجية - مختلف الكواكب خارج النظام الشمسي.
  - تكوين الكواكب - تكوين الكواكب والأقمار في سياق تكوين وتطور النظام الشمسي.
  - الحلقات الكوكبية - ديناميكية واستقرار وتكوين حلقات الكواكب.
  - الغلاف المغناطيسي - الحقل المغناطيسي للكواكب والأقمار.
  - أسطح الكواكب - جيولوجية السطح للكواكب والأقمار.
  - داخل الكواكب - التكوين الداخلي للكواكب والأقمار.
  - اجرام النظام الشمسي الصغيرة - أصغر الأجرام المرتبطة بالجاذبية بما في ذلك الكويكبات والمذنبات وأَجرام حزام كايبر.
- علم الفلك مقسوما على حسب التقنية العامة المستخدمة في البحوث الفلكية:
  - علم القياسات الفلكية - يدرس موضع الأجسام في السماء وتغيرات مواقعها. يحدد نظام الإحداثيات المستخدمة وحركية الأجرام في مجرتنا.
  - علم الفلك الرصدي - مراقبة الأجرام السماوية بواسطة تلسكوبات واجهزة فلكية أخرى ويهتم بتسجيل البيانات. تُشكل فروع علم الفلك الرصدي بواسطة مواصفات اجهزة الكشف مثل:
    - علم الفلك الراديوي - فوق 300 ميكرومتر.
    - علم الفلك دون المليمتر - 200 ميكرومتر إلى 1 مليمتر.
    - علم فلك الأشعة تحت الحمراء - 0.7 ميكرومتر إلى 350 ميكرومتر.
    - علم الفلك البصري - 350 نانومتر إلى 750 نانومتر.
    - علم الفلك الأشعة فوق البنفسجية - 10 نانومتر إلى 320 نانومتر.
    - علم فلك الأشعة السينية - 0.01 نانومتر إلى 10 نانومتر.
    - علم فلك أشعة غاما - تحت 0.01 نانومتر.
    - علم الاشعة الكونية - اشعة كونية تشمل البلازما.
    - علم فلك النيوترينو - النيوترونات.
    - علم فلك الموجات الثقالية - جرافيتون.

  - القياس الضوئي - يدرس سطوع الأجرام السماوية عند مرورها عبر مرشحات مختلفة.
  - التحليل الوصفي (المطيافية) - يدرس اطياف الاجسام الفلكية.
- فروع أخرى من الممكن اعتبارها جزءا من علم الفلك:
  - علم الآثار الفلكي.
  - الكيمياء الفلكية.